# آبي سينغر
آبنر «آبّي» سينغر (بالإنجليزية: Abby Singer)‏ (ولد في 8 ديسمبر 1917، وتوفي في 13 مارس 2014) هو مدير إنتاج ومساعد إخراج أفلام أمريكي خلال الفترة من الخمسينيات حتى ثمانينيات القرن العشرين. أصبح اسم سينغر شهيرًا في هوليوود كتعبير سينمائي أمريكي دارج، يُقصد به اللقطة قبل الأخيرة وفقًا لبرنامج العمل اليومي، أو اللقطة قبل الأخيرة داخل المَنظر أو الديكور الحالي بوصفها «آبّي سينغر». يُروى عن سينغر أنه كان كثيرًا ما يَعد المشاركين في العمل بأن اللقطة التي يجري الإعداد لها هي اللقطة قبل الأخيرة، كلما لاحظ تَملمُلَهم ورغبتهم في إنهاء اليوم، ويُروى أيضًا أنه كان اليوم يمضي وما ينفك سينغر يعدهم بأنها اللقطة ما قبل الأخيرة.
توفي سينغر في وودلاند هيلز بولاية كاليفورنيا بعد إصابته بالسرطان يوم 13 مارس عام 2014 عن عمر يناهز 96 عامًا.

## وصلات خارجية
- آبي سينغر على موقع IMDb (الإنجليزية)
- آبي سينغر على موقع قاعدة بيانات الفيلم (الإنجليزية)